# Telford Challenger 1989
Il Telford Challenger 1989 è stato un torneo di tennis facente parte della categoria ATP Challenger Series nell'ambito dell'ATP Challenger Series 1989. Il torneo si è giocato a Telford in Gran Bretagna dal 6 al 10 febbraio 1989 su campi in sintetico indoor.

## Vincitori

### Singolare
Michael Tauson ha battuto in finale  Peter Nyborg con il punteggio di 6–4, 6–3

### Doppio
Jeremy Bates /  Nick Brown hanno battuto in finale  Ronnie Båthman /  Rikard Bergh con il punteggio di 6–4, 7–6